# Пиросманашвили, Иван Александрович
Иван Александрович Пиросманашвили — советский хозяйственный деятель, Герой Социалистического Труда.

## Биография
Родился в 1927 году в Цителцкаройском районе. Член КПСС.
В 1941—1987 гг. — тракторист в местном колхозе имени Жданова, председатель колхоза имени Жданова Цителцкаройского района Грузинской ССР.
При Пиросманашвили колхоз награждён орденом Трудового Красного Знамени.
Указом Президиума Верховного Совета СССР от 12 декабря 1973 года за большие успехи, достигнутые во Всесоюзном социалистическом соревновании, и проявленную трудовую доблесть в выполнении принятых обязательств по увеличению производства и продажи государству зерна, чайного листа и других продуктов земледелия в 1973 году присвоено звание Героя Социалистического Труда с вручением ордена Ленина и золотой медали «Серп и Молот».
Избирался депутатом Верховного Совета Грузинской ССР 9-го созыва.
Умер в Грузии после 1991 года.

## Награды и звания
- Герой Социалистического Труда (12.12.1973).
- орден Ленина (07.01.1944; 08.04.1971; 12.12.1973)
- орден Трудового Красного Знамени (19.03.1947; 02.04.1966)